# Jerzy Fiutowski
Jerzy Fiutowski (ur. 3 czerwca 1949) – polski trener piłkarski i działacz sportowy, współpracował też jako ekspert piłkarski z Gazetą Dolnośląską.

## Życiorys
Jako trener prowadził piłkarzy II-ligowej Miedzi Legnica (zdobył z tą drużyną Puchar Polski w 1992), Kem-Budu Jelenia Góra, ponownie Miedzi, Zagłębia Lubin i Stomilu Olsztyn. Jako trener odbywał staż także w lidze czeskiej.
Wraz z Adamem Nawałką, Dariuszem Kubickim, Markiem Motyką, Marianem Kurowskim i Dariuszem Wójtowiczem uczestniczył w kursie dla trenerów I klasy i w 2002 obronił pracę pt.: „Stosunki interpersonalne na przykładzie Stomilu Olsztyn” oraz zdał egzamin praktyczny, co dało mu pierwszą wśród dolnośląskich trenerów licencję UEFA Pro Licence.
Od wiosny 2004 pełnił obowiązki początkowo dyrektora sportowego, a później prezesa Zagłębia Lubin. Za jego kadencji, w sezonie 2003/2004, piłkarze awansowali do l ligi, a klub został uwikłany w tzw. „sprawę Polaru” – będącą, jak się później okazało, początkiem największej w historii polskiej piłki nożnej ujawnionej afery korupcyjnej. Na początku kwietnia 2006 został zastąpiony przez innego byłego trenera tego klubu – Mirosława Jabłońskiego.